# Cottidae

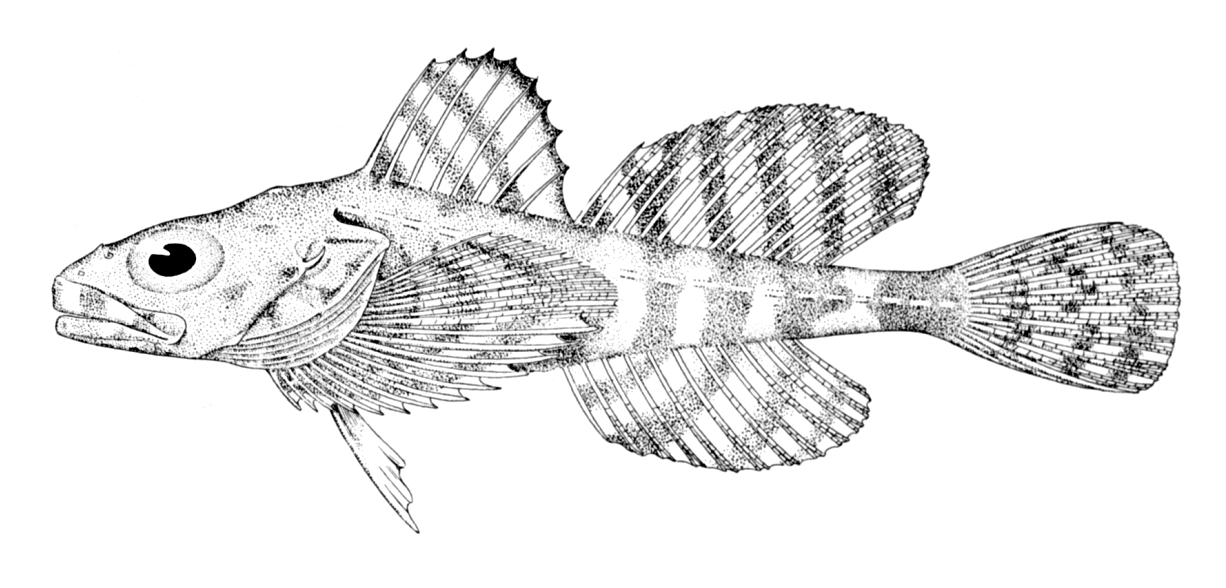
Artediellus uncinatus

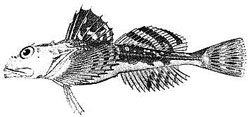
Myoxocephalus octodecemspinosus

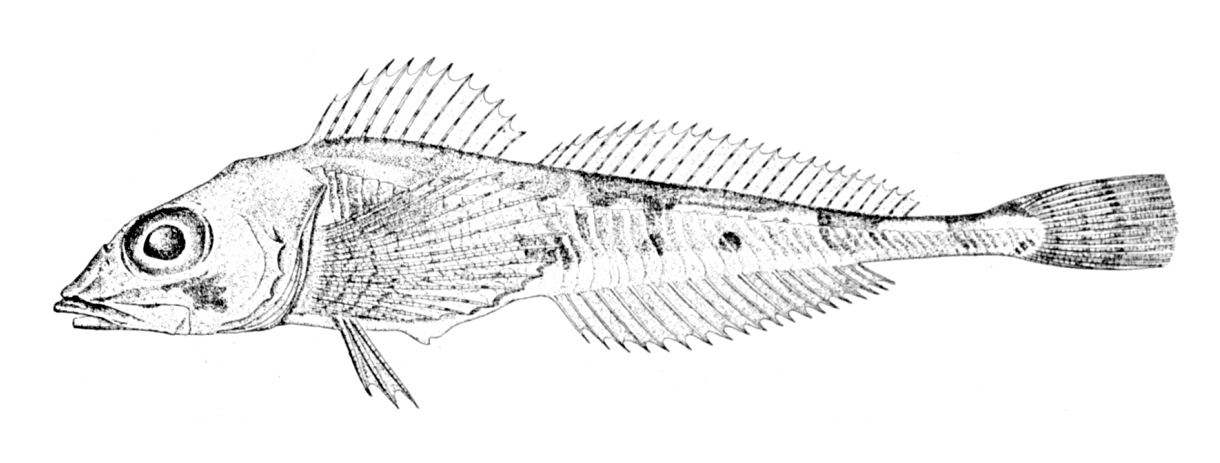
Triglops pingelii

Cottidae é uma família de peixes demersais pertencentes à subordem Cottoidei da ordem Scorpaeniformes. Nesta família conhecem-se cerca de 300 espécies agrupadas em 70 géneros, a maioria dos quais são peixes marinhos que habitam as águas costeiras pouco profundas do hemisfério norte, com particular expressão nas regiões árcticas, com a maior diversidade no norte do Oceano Pacífico.

## Descrição e distribuição geográfica
A família inclui alguns peixes de água doce, com destaque para o género Cottus. Este género tem distribuição natural holártica e inclui espécies muito comuns, entre as quais Cottus ricei (América do Norte) e Cottus poecilopus e Cottus gobio (Europa). As espécies Myoxocephalus thompsonii e Myoxocephalus quadricornis habitam os lagos frios e profundos da América do Norte e do norte da Europa, respectivamente. Esta última espécie também ocorre em águas salobras do Mar Báltico e do Oceano Árctico.
A maioria das espécies incluídas nesta família são pequenos peixes, com menos de 10 cm de comprimento, mas algumas, como  Scorpaenichthys marmoratus, são muito maiores, podendo atingir os 72 cm de comprimento.

## Géneros
- Alcichthys
- Andriashevicottus
- Antipodocottus
- Archistes
- Argyrocottus
- Artediellichthys
- Artediellina
- Artedielloides
- Artediellus
- Artedius
- Ascelichthys
- Astrocottus
- Atopocottus
- Bero
- Bolinia
- Chitonotus
- Clinocottus
- Cottiusculus
- Cottus
- Daruma
- Enophrys
- Furcina
- Gymnocanthus
- Hemilepidotus
- Icelinus
- Icelus
- Jordania
- Leiocottus
- Lepidobero
- Leptocottus
- Megalocottus
- Mesocottus
- Micrenophrys
- Microcottus
- Myoxocephalus
- Ocynectes
- Oligocottus
- Orthonopias
- Paricelinus
- Phallocottus
- Phasmatocottus
- Porocottus
- Pseudoblennius
- Radulinopsis
- Radulinus
- Rastrinus
- Ricuzenius
- Ruscarius
- Scorpaenichthys
- Sigmistes
- Stelgistrum
- Stlengis
- Synchirus
- Taurocottus
- Taurulus
- Thyriscus
- Trachidermus
- Trichocottus
- Triglops
- Vellitor
- Zesticelus